# 43-й егерский полк
43-й егерский полк

## Формирование полка
Сформирован 19 октября 1810 г. из Новгородского мушкетёрского полка (имевшего старшинство с 25 июня 1700 г.). В 1819 г. переименован в 16-й егерский, но в 1825 г. прежнее именование было возвращено. По упразднении егерских полков 21 марта 1834 г. 1-й и 2-й батальоны были присоединены к Апшеронскому, а 3-й батальон к Куринскому пехотным полкам. Старшинство полка сохранено не было.
Существует другая, неофициальная, версия расформирования и преемственности полка, высказанная Г. С. Габаевым и Клизовским. Согласно их данным в 1825 г. прежнее название полку возвращено не было и он, оставаясь 16-м егерским, был упразднён в 1833 г., а его батальоны были присоединены к Кременчугскому полку; в 1863 г. вторая половина последнего была выделена на формирование Малоярославского полка, в котором и было сохранено старшинство 43-го (16-го) егерского полка.

## Кампании полка
В начале 1812 г. полк состоял в 16-й пехотной дивизии и был откомандирован на Волынь в отряд Лидерса. При вторжении Наполеона полк был двинут в Дунайскую армию и был присоединён к 6-му корпусу Булатова, в составе которого и совершил всю кампанию.
По окончательном разбитии французов полк был двинут на Кавказ, где был среди основателей крепости Грозной и неоднократно принимал участие в походах против горцев.
Знаков отличия 43-й егерский полк не имел.

## Шефы полка
- 19.10.1810 — 19.10.1812 — генерал-майор Репнинский, Сергей Яковлевич
- 19.10.1812 — 22.06.1815 — полковник Ергольский, Владимир Николаевич

## Командиры полка
- 19.10.1810 — 19.10.1812 — подполковник (с 18.01.1812 полковник) Ергольский, Владимир Николаевич
- 22.06.1815 — 30.08.1816 — полковник Ергольский, Владимир Николаевич
- 30.08.1816 — 02.03.1817 — подполковник Сафьянов, Пётр Анастасьевич
- 04.11.1817 — 11.03.1822 — полковник Греков, Николай Васильевич
- 11.03.1822 — ? — подполковник Сорочан, Терентий Варламович 1-й